# Sturzstrom
Se denomina sturzstrom un raro tipo de corrimiento de tierra que comprende el desplazamiento de tierra y rocas y que se caracteriza por tener un gran desplazamiento en sentido horizontal comparado con su caída inicial vertical - tanto como 20 a 30 veces el desplazamiento vertical. Los sturzstroms son similares a flujo de lodos y flujos de lava. Los sturzstroms pasan sobre el terreno fácilmente, y su movilidad se incrementa cuanto mayor es su volumen. Ha sido posible observarlos en otros cuerpos del sistema solar, incluidos la Luna, Marte, Venus, Io, Jápeto, Calisto y Fobos.

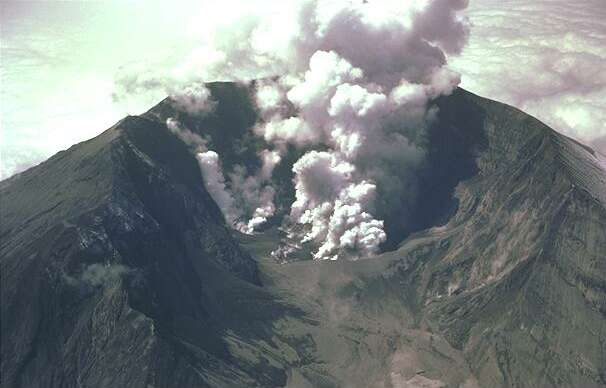
El deslizamiento de tierra del Monte Santa Helena fue un sturzstrom. El deslizamiento ocurrió en la cara norte, y el hueco que produjo es el que se observa en la foto.

## Movimiento

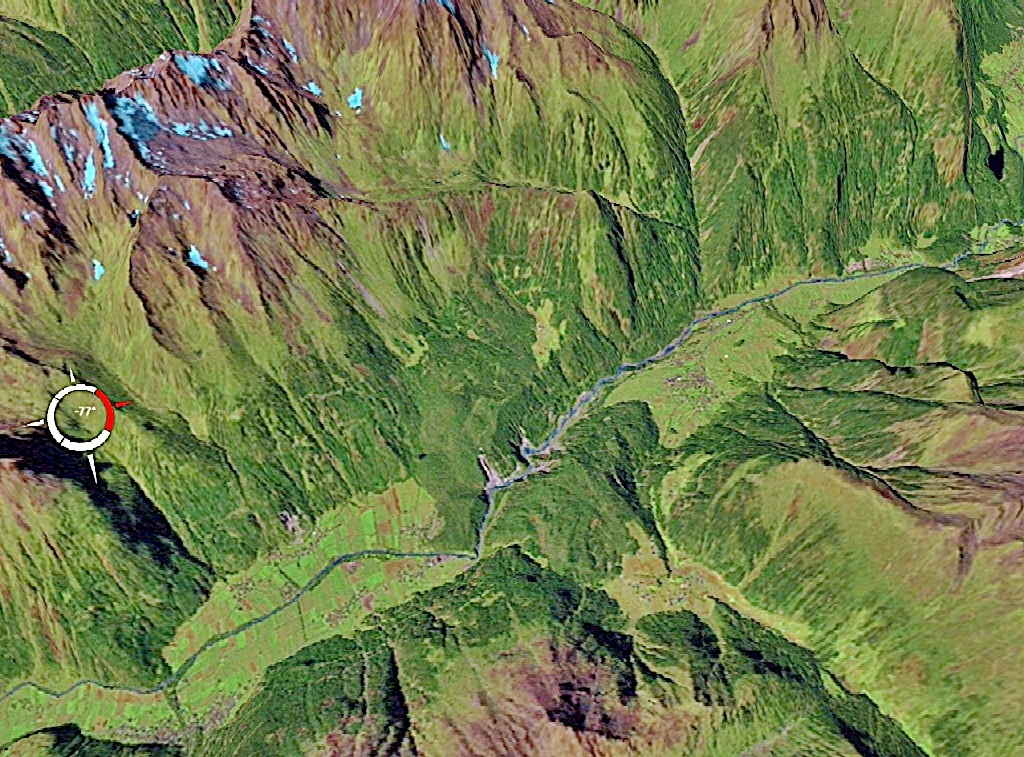
Imagen satelital del deslizamiento de terreno Köfels en la cual se observa el material que fluyó hacia el valle Ötztal. Se estima que unos tres kilómetros cúbicos de material se desplazaron durante este deslizamiento.

Una sturzstrom es producida por un evento iniciante, tal como lluvias copiosas, sismos o  volcanes. Se desplaza con rapidez, pero no es necesario que contenga agua agua para que se desplace. Por ello, no existe una explicación confirmada que explique su desplazamiento. La teoría más aceptada, fluidización acústica, plantea que la vibración causada por el ruido del deslizamiento reduce la fricción que actúa sobre el deslizamiento y le permite moverse una distancia mayor. Otra teoría postula la contribución que podrían desempeñar los bolsones de aire que se forman debajo de la masa de terreno que se desplaza y que proveerían un colchón sobre el cual viaja la tierra, si bien la validez de esta teoría ha sido puesta en duda debido a la presencia de sturzstroms en el vacío como por ejemplo en la Luna y Fobos.
La cantidad de energía involucrada en un sturzstrom es mucho mayor que la de un deslizamiento convencional. Una vez que se comienza a desplazar, puede atravesar casi cualquier tipo de terreno y recorrerá una distancia horizontal mayor que en sentido descendente. Su   momento puede inclusive hacer que suba por sobre colinas poco elevadas. En el gran deslizamiento de Köfels en el Tirol, Austria, entre los residuos del deslizamiento se han encontrado rocas fundidas, denominadas "friccionita" o "hyalomilonita,". Estos se piensa que podrían o bien ser de origen volcánico o el resultado de material de un meteorito que impactó la zona, aunque la hipótesis principal es que se originaron como consecuencia de la elevada fricción interna. La fricción entre las rocas estáticas y las rocas en movimiento puede generar suficiente calor para fundir rocas y formar friccionita (hyalomilonita).